# Pierre Dumoutier
Pierre Dumoutier, né le 8 mai 1750 à Riom (Puy-de-Dôme), mort le 10 octobre 1819 à Saint-Pierre (Martinique), est un général français de la Révolution et de l’Empire.

## États de service
Il entre en service le 9 mars 1769, au 75e régiment d’infanterie, il devient caporal le 15 juin et sergent le 1er septembre suivant, et il est détaché pour servir sous les ordres de Rochambeau à la Nouvelle-Angleterre le 1er juillet 1780. 
Il est nommé lieutenant de la milice de Saint-Pierre de la Martinique le 1er mars 1784, et major de la Garde nationale de cette ville le 20 septembre 1790. Le 10 mai 1792, il reçoit son brevet de capitaine au 15e régiment d’infanterie, et le 22 décembre 1792, il passe adjudant lieutenant de la place de Landau sur la recommandation de Santerre et de Dugommier.
Le 8 mars 1793, il est élevé au grade de lieutenant-colonel au 32e régiment d’infanterie, et il est promu général de brigade provisoire à l’armée du Rhin le 30 septembre 1793. Autorisé à prendre sa retraite à cette période, il est admis aux invalides avec le grade de colonel le 24 juin 1794. 
Le 13 décembre 1796, il est remis en activité comme commandant de la place de Lille, et il est destitué par un arrêté du directoire le 23 février 1799. Le 18 décembre 1799, il devient capitaine titulaire de la 208e compagnie de vétérans, puis chef de bataillon de la 10e demi-brigade de vétérans le 5 octobre 1800.
Passé à la Guadeloupe le 9 décembre 1801, pour y remplir une place de commandant d’armes, il rentre en France le 1er avril 1803, pour raison de santé. Il est mis en congé de réforme le 26 mai 1803, et il est admis à la retraite le 10 mai 1810.
Il meurt le 10 octobre 1819, à Saint-Pierre.

## Sources
- (en) « Generals Who Served in the French Army during the Period 1789 - 1814: Eberle to Exelmans »
- Arthur Chuquet, La jeunesse de Napoléon : Toulon, Armand Colin et Cie, éditeurs, Paris, 1899, 408 p. (lire en ligne), p. 300.
- Côte S.H.A.T.: 20 YD 36